# 河原伊三郎
河原 伊三郎（かわら いさぶろう、1900年（明治33年）2月24日 - 1983年（昭和58年）9月1日）は、昭和期の実業家、政治家。衆議院議員、滋賀県議会議長、滋賀県野洲郡速野村長。

## 経歴
滋賀県出身。速野村長、滋賀県会議員、滋賀県議会副議長、同議長を歴任。また、速野村産業組合長、同農業会長、滋賀合同自動車社長、滋賀海産工業取締役、第一窯業取締役社長などを務めた。
1949年（昭和24年）1月の第24回衆議院議員総選挙で滋賀県全県区に民主自由党公認で出馬して当選し、衆議院議員に1期在任した。その後、第25回総選挙に立候補したが落選した。